# Alexandre Perrier

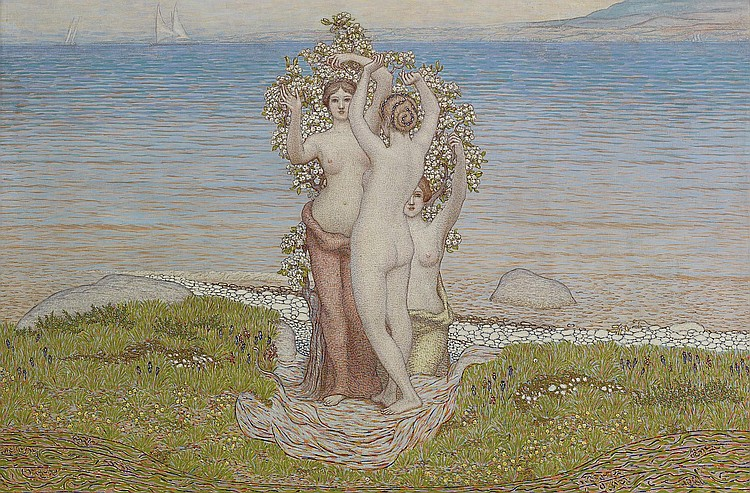
Les Trois Grâces

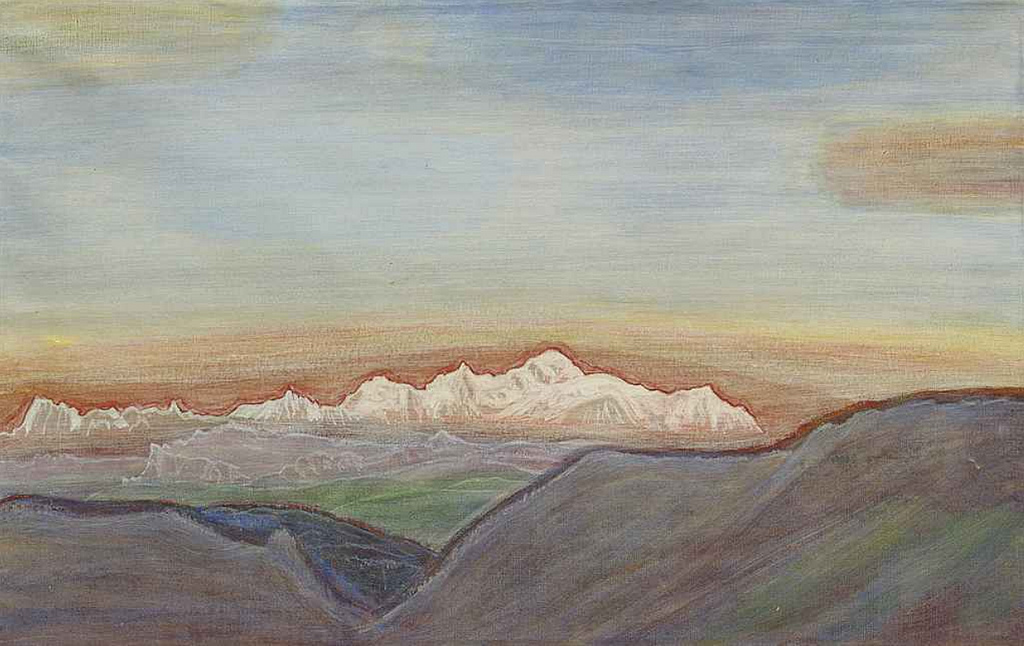
Mont-Blanc vu du Praz-de-Lys

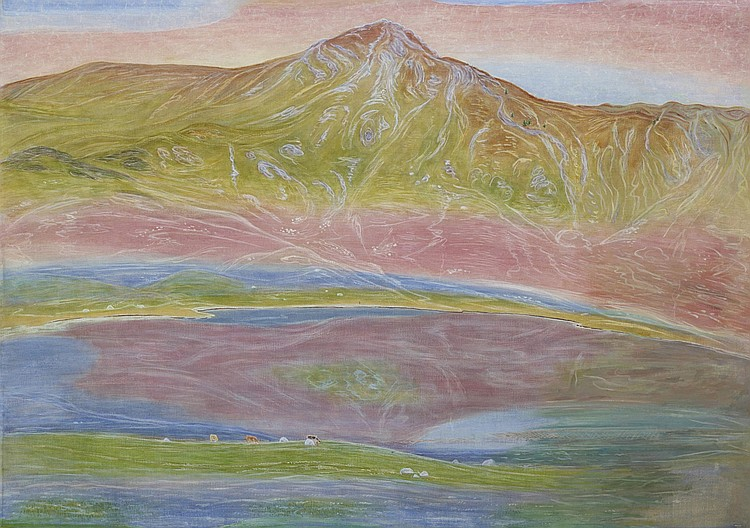
Lac de Roy

Alexandre Perrier (* 17. Mai 1862 in Genf; † 5. Mai 1936 in Genf) war ein Schweizer Landschaftsmaler.

## Leben
Nach einem Schulabschluss am Collège de Genève arbeitete er eine kurze Zeit in einer Bank, bevor er 1881 nach Mülhausen für eine Ausbildung als Textildruckzeichner ging.
1891 zog er nach Paris, wo er als Modezeichner arbeitete. Er entdeckte die neuen Kunstrichtungen wie Neoimpressionismus, Symbolismus und Art Nouveau. Er malte auch selber, teilweise während Sommeraufenthalten in Genf und Obersavoyen, und er stellte mehrmals am Salon des Indépendants aus.
Kurz vor der Jahrhundertwende kehrte er nach Genf zurück, wo er bis zu seinem Tod blieb. Er erhielt an der Weltausstellung Paris 1900 eine Bronzemedaille. 1902 stellte er an der Wiener Secession aus.
Alexandre Perrier malte vorwiegend Berglandschaften: zahlreiche Bilder von dem Praz-de-Lys (Alpgebiet oberhalb von Taninges), dem Salève von Collonges-sous-Salève aus, dem Mont Blanc, dem Genfersee und dem Grammont von Montreux aus. Er malte auch einige symbolische Kompositionen und ein paar Porträts.
In der ersten Hälfte seines Schaffens verwendete er eine Pointillismustechnik, die an Giovanni Segantini oder Giuseppe Pellizza da Volpedo erinnert. Später entwickelte er einen freieren Pinselstrich, teilweise Farbe und Zeichnung trennend. Im Gegensatz zu vielen Impressionisten malte er seine Ölbilder nicht in der freien Natur, sondern im Atelier mit Hilfe von Bleistiftskizzen und Pastellskizzen.
1917 wurde er zum Präsidenten der Genfer Sektion der Gesellschaft schweizerischer Maler, Bildhauer und Architekten (GSMBA) gewählt.
Ein Jahr nach seinem Tod wurde 1937 eine Retrospektive im Genfer Musée Rath und der Kunsthalle Bern gezeigt. In 1986/1987 sowie in 2008/2009 fanden Sonderausstellungen über Alexandre Perrier im Kunstmuseum Solothurn und im Musée d’art et d’histoire in Genf statt.